# Chạng vạng (phim 2008)
Chạng vạng (tựa gốc tiếng Anh: Twilight) là một bộ phim giả tưởng lãng mạn vào năm 2008 của đạo diễn Catherine Hardwicke, chuyển thể dựa trên cuốn tiểu thuyết cùng tên của nhà văn nữ Stephenie Meyer. Bộ phim có các diễn viên Kristen Stewart trong vai Bella Swan, một cô gái tuổi 17 đem lòng yêu ma cà rồng Edward Cullen, do Robert Pattinson thủ vai. Dự án này đã được Paramount Pictures phát triển trong gần ba năm trước khi nó được hãng Summit Entertainment tiền sản xuất. Cuốn tiểu thuyết đã được Melissa Rosenberg chuyển thể kịch bản vào cuối năm 2007, chỉ một thời gian ngắn trước cuộc biểu tình của Nghiệp đoàn Nhà văn Mỹ 2007-2008. Bộ phim được quay chủ yếu tại Washington và Oregon đầu năm 2008. Chạng vạng được công chiếu ở các rạp vào ngày 21 tháng 11 năm 2008, và thu được khoản lợi nhuận là 35,7 triệu USD vào ngày mở màn. Đĩa nhạc phim được phát hành vào ngày 4 tháng 11 năm 2008.

## Kịch bản
Cô gái mười bảy tuổi Bella Swan chuyển đến sống cùng cha của cô, ông Charlie, tại thị trấn nhỏ có tên Forks, Washington sau khi mẹ cô tái giá. Cô nhanh chóng kết bạn với nhiều người bạn mới tại trường trung học, nhưng vẫn bị thu hút bởi một nhóm anh chị em có vẻ huyền bí được mọi người gọi là Nhà Cullen. Bella ngồi cạnh Edward Cullen trong lớp Sinh vật vào buổi học đầu tiên tại trường, và cậu dường như rất ghét cô, khiến cho Bella cảm thấy bối rối. Cô không biết rằng, Edward có thể đọc được suy nghĩ của mọi người nhưng với cô, cậu không thể đọc được bất cứ điều gì. Điều này làm cho anh chàng luôn khó hiểu và muốn tránh xa cô. Vài ngày sau, Bella suýt bị một chiếc xe tải va phải nhưng Edward đã bất ngờ xuất hiện và chặn chiếc xe tải chỉ bằng một tay. Mặc dù không chịu giải thích hành động của mình với Bella, Edward lại cảnh báo cô không nên làm bạn với cậu.
Cuối cùng thì Bella cũng khám phá ra sự thật Edward là một ma cà rồng, mặc dù anh chỉ uống máu động vật, và họ đem lòng yêu nhau. Khi Edward giới thiệu Bella với gia đình ma cà rồng của anh, Carlisle Cullen, Esma, Alice, Jasper, Emmett, và Rosalie, một tình huống nguy hiểm đã xảy ra khi cô suýt bị Jasper tấn công do Jasper không thể kiềm chế bản thân khỏi dòng máu hấp dẫn chưa từng có với ma cà rồng của cô. Rồi ba tên ma cà rồng du cư—James, Victoria, và Laurent—xuất hiện và đặt Bella trong tình huống nguy hiểm tính mạng. James, một ma cà rồng săn mồi, bị kích thích bởi sự bảo vệ con người của Edward, đã quyết định sẽ săn cô để giải trí. Edward và gia đình cậu quyết tâm bảo vệ Bella bằng mọi giá, nhưng James đã lừa cô bằng cách khiến cho cô tin rằng hắn đang giữ mẹ cô làm con tin. James tấn công và cắn Bella, nhưng Edward, cùng với những người còn lại của gia đình Cullen, đã đến kịp trước khi hắn giết cô. James bị tiêu diệt, và Edward buộc phải hút chất độc ra từ vết cắn của James ở tay Bella, ngăn không cho cô trở thành một ma cà rồng. Sau khi quay về Forks, Bella và Edward tham dự buổi vũ hội và Bella cho biết mong muốn được trở thành một ma cà rồng của cô, nhưng Edward từ chối điều đó. Bộ phim kết thúc với cảnh Victoria xuất hiện tại buổi vũ hội theo dõi hai người, sẵn sàng trả thù cho cái chết của James.

## Diễn viên

### Gia đình Cullen và gia đình Swan

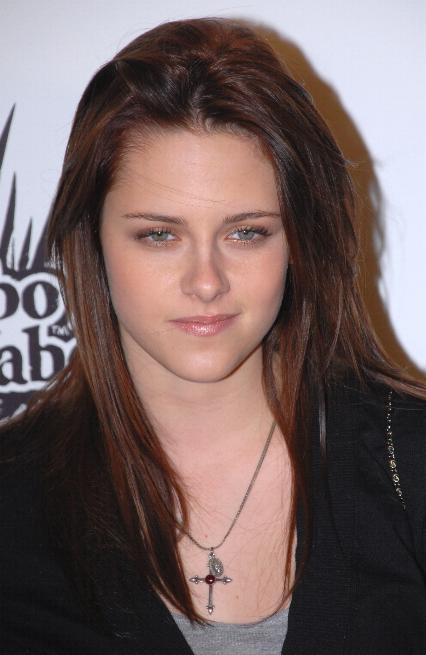
Kristen Stewart

Nhà Cullen do Lutz (Emmett), Reed (Rosalie), Reaser (Esme), Pattinson (Edward), Facinelli (Carlisle), Greene (Alice), và Rathbone (Jasper) thủ vai.

- Kristen Stewart trong vai Bella Swan, một cô gái mười bảy tuổi chuyển đến sinh sống tại Forks, Washington, từ Phoenix, Arizona, vào khoảng giữa năm đầu tại trường trung học[8].
- Robert Pattinson trong vai Edward Cullen, một ma cà rồng có tuổi đời 104 có hình dáng của một thanh niên mười bảy tuổi. Cậu là người Bella để ý và có khả năng đọc được suy nghĩ của người khác (ngoại trừ Bella), cùng với tốc độ và sức mạnh siêu phàm[8][9].
- Peter Facinelli trong vai Carlisle Cullen, ma cà rồng nhân ái có trên 300 tuổi có hình dáng của một thanh niên chỉ hai mươi ba tuổi. Ông là bác sĩ của thị trấn và đóng vai cha trong gia đình Cullen[10].
- Elizabeth Reaser trong vai Esme Cullen, cô vợ ma cà rồng của Carlisle và đóng vai mẹ trong gia đình Cullen[11].
- Ashley Greene trong vai Alice Cullen, ma cà rồng có thể nhìn thấy trước tương lai phụ thuộc vào quyết định chủ quan của một người[11].
- Jackson Rathbone trong vai Jasper Hale, thành viên của gia đình Cullen, người có thể khống chế cảm xúc người khác. Anh là người khó duy trì lối sống không máu người của nhà Cullen nhất[11].
- Nikki Reed trong vai Rosalie Hale, thành viên của gia đình Cullen, được mô tả là người đẹp nhất trên thế giới[12].
- Kellan Lutz trong vai Emmett Cullen, ma cà rồng mạnh nhất trong gia đình[11].
- Billy Burke trong vai Charlie Swan, cha của Bella và là cảnh sát trưởng của Forks[13].

### Ma cà rồng du cư
- Cam Gigandet trong vai James, người đứng đầu nhóm ma cà rồng du cư, và muốn giết Bella[12].
- Rachelle Lefèvre trong vai Victoria, bạn tình của James, người hỗ trợ James trong việc tìm kiếm Bella[12].
- Edi Gathegi trong vai Laurent, thành viên ôn hòa nhất trong nhóm của James[14].

### Con người
- Sarah Clarke trong vai Renée Dwyer, mẹ của Bella, sống tại Arizona cùng với người chồng mới, Phil[14].
- Matt Bushell trong vai Phil Dwyer, cha dượng của Bella, là cầu thủ bóng chày chơi trong giải hạng nhì tại Florida[15].
- Taylor Lautner trong vai Jacob Black, bạn thời thơ ấu của Bella và là người thuộc bộ lạc Quileute[16].
- Gil Birmingham trong vai Billy Black, cha của Jacob và là một người bạn của Charlie[14].
- Solomon Trimble trong vai Sam Uley, một thành viên trong bộ lạc Quileute[17].
- Christian Serratos trong vai Angela Weber, một trong những người bạn mới của Bella tại Forks[14].
- Michael Welch trong vai Mike Newton, một trong những người bạn mới của Bella luôn muốn thu hút sự chú ý của cô[12].
- Anna Kendrick trong vai Jessica Stanley, bạn đầu tiên của Bella tại Forks[8].
- Gregory Tyree Boyce trong vai Tyler Crowley, một người bạn cùng lớp của Bella. (Người suýt tông trúng Bella)
- Justin Chon trong vai Eric Yorkie, một người bạn khác của Bella[8].
- Ned Bellamy trong vai Waylon Forge, một người bạn của Charlie tại sở cảnh sát; nhân vật này không có trong tiểu thuyết[15].
- José Zúñiga trong vai Mr. Molina, thầy giáo sinh vật của Bella tại trường Trung học Forks; trong tiểu thuyết, nhân vật này là Thầy Banner[15].
- Stephenie Meyer đã xuất hiện trong một phân cảnh với vai một vị khách trong quán ăn mà Bella và cha thường tới dùng bữa.

## Công việc sản xuất
Tác giả Chạng vạng, Stephenie Meyer

### Triển khai
Cuốn tiểu thuyết lãng mạn siêu thực Chạng vạng của Stephenie Meyer đầu tiên do hãng MTV Films của Paramount Pictures mua quyền chuyển thể vào tháng 4 năm 2004, nhưng về sau kịch bản đã bị thay đổi khá nhiều so với nguyên bản. Khi hãng Summit Entertainment thay đổi toàn diện công ty để trở thành một xưởng phim hoàn thiện vào tháng 4 năm 2007, hãng bắt đầu quá trình triển khai mới dự án chuyển thể thành phim, và đã được nhượng quyền khai thác từ hãng Paramount. Công ty nhận thấy bộ phim này sẽ là cơ hội để có thể thực hiện chính sách nhượng quyền kinh doanh nhờ sự thành công của cuốn tiểu thuyết cùng các tập sau của nó. Vào mùa hè năm đó, Catherine Hardwicke được thuê đạo diễn bộ phim và Melissa Rosenberg sẽ là người viết kịch bản.
Rosenberg đã viết xong bản tóm tắt vào cuối tháng 8, và hợp tác cùng với Hardwicke để viết kịch bản trong tháng tiếp theo. "[Cô ta] là quả là một bộ cộng hưởng tuyệt vời và có rất nhiều ý tưởng thông minh.... Tôi đã hoàn thành các phân cảnh và gửi nó cho cô ta, rồi nhận được các ghi chú từ cô". Do sự đe dọa từ cuộc đình công của WGA, Rosenberg đã làm việc thật cật lực để hoàn thành kịch bản trước ngày 31 tháng 10. Khi chuyển thể từ cuốn tiểu thuyết, bà "đã phải cô đọng lại rất nhiều". Một số nhân vật trong cuốn sách không xuất hiện trong kịch bản, trong khi một số nhân vật khác được kết hợp thành một. "Mục tiêu xuyên suốt của chúng tôi là phải sát thực với cuốn sách", Rosenberg giải thích, "và điều đó không phải là chuyển thể từng lời lẽ mà phải đảm bảo được các tuyến nhân vật cùng những cung bậc cảm xúc". Hardwicke đã đề nghị thuyết minh để diễn đạt những suy nghĩ bên trong của nhân vật chính – vì cuốn tiểu thuyết được kể từ quan điểm của Bella – và cô đã phác ra một số bảng lời thoại trong quá trình tiền sản xuất.

### Quá trình thử vai
Kristen Stewart đang đóng bộ phim Adventureland lúc Hardwicke mời cô thực hiện cuộc thử vai không chính thức, và cô đã chinh phục được đạo diễn. Thoạt đầu Hardwicke không chọn Robert Pattinson cho vai Edward Cullen, nhưng sau một buổi diễn thử tại nhà cùng với Stewart, Hardwicke đã chọn anh. Pattinson không biết đến bộ tiểu thuyết này khi anh diễn thử nhưng đã đọc hết các truyện vào sau này. Meyer cho phép anh đọc bảo thảo của cuốn sách chưa hoàn thành Midnight Sun, trong đó có nhắc đến những sự kiện trong Chạng vạng từ cái nhìn của Edward. Phản ứng của người hâm mộ với việc chọn Pattinson cho vai Edward ban đầu khá tiêu cực; Rachelle Lefèvre đã nhấn mạnh rằng "mọi phụ nữ đều đã có một hình ảnh Edward của mình, và họ phải rũ bỏ nó trước khi thừa nhận anh, điều mà họ đã làm được". Meyer thấy "hào hứng" và "ngây ngất" sau khi biết tin về việc chọn hai diễn viên chính. 
Tác giả Chạng vạng, Stephenie Meyer
Peter Facinelli ban đầu không được chọn đóng vai Carlisle Cullen. "[Hardwicke] thích [anh ta], nhưng đã có một diễn viên khác do hãng phim đề xuất". Vì một lý do không được tiết lộ, diễn viên đó đã không thể nhận vai, và Facinelli được chọn thay thế. Nikki Reed trước đây đã từng làm việc với Hardwicke trong phim thirteen, bộ phim mà họ cùng viết kịch bản, và Lords of Dogtown. "Tôi không muốn nói đó là sự trùng hợp, vì chúng tôi đã hợp tác tốt với nhau, và chúng tôi đã có một tiền đề tuyệt vời. Tôi cho rằng chúng tôi đã làm ra một tác phẩm hay, nhưng có lẽ những người mướn Hardwicke đạo diễn bộ phim của họ đã xem những tác phẩm đó rồi".
Kellan Lutz đang ở Châu Phi quay loạt phim Generation Kill cho HBO khi đạo diễn bắt đầu tuyển chọn diễn viên cho vai Emmett Cullen. Vai này đã được quyết định ngay trước khi kết thúc quá trình sản xuất vào tháng 12 năm 2007, nhưng diễn viên được chọn đã "thất bại"; Lutz sau đó được thử vai và bay đến Oregon, và đích thân Hardwicke đã chọn anh tại đó. Rachelle Lefèvre rất thú vị khi theo đuổi một vai trong phim vì Hardwicke đã ở trong dự án với vai trò đạo diễn; cũng đã có "hy vọng có cơ hội khám phá một vai diễn, sau ba bộ phim"; và cô muốn thể hiện một vai mà cà rồng. "[Cô ta] nghĩ rằng ma cà rồng cơ bản là một phép ẩn dụ tốt nhất cho mối băn khoăn của con người và những câu hỏi về sự tồn tại". Christian Serratos ban đầu thử vai Jessica Stanley, nhưng cô "hoàn toàn ngã lòng với vai Angela" sau khi đọc xong cuốn truyện, và đã thành công khi có được cơ hội thử vai Angela Weber sau đó. Vai diễn Jessica Stanley chuyển đến cho Anna Kendrick, người đã trải qua hai vòng thử vai đồng loạt với các diễn viên khác.

### Quay phim và hậu sản xuất
Những buổi ghi hình chính thức kéo dài 44 ngày, sau hơn một tuần diễn tập, và kết thúc vào ngày 2 tháng 5 năm 2008. Tương tự như tác phẩm đạo diễn đầu tay thirteen của mình, Hardwicke đã sử dụng rất nhiều máy quay cầm tay để khiến cho bộ phim "có cảm giác thực". Meyer đã đến thăm đoàn làm phim ba lần, và đã được tham khảo ý kiến trong nhiều khía cạnh khác nhau của cốt truyện; cô cũng xuất hiện trong một phân đoạn ngắn trong phim. Các diễn viên minh họa cho các vai ma cà rồng phải tránh ánh nắng mặt trời để khiến da họ trắng hơn, tuy cũng có hóa trang để tăng hiệu quả, và phải đeo kính áp tròng: "Chúng tôi đeo kính màu vàng vì gia đình Cullen có mắt màu vàng. Rồi khi chúng tôi đói, chúng tôi phải mang kính màu đỏ vào", Facinelli giải thích. Họ cũng tham gia vào buổi diễn tập với các vũ công và xem đặc tính hình thể của loài hổ báo để giúp cho cách di chuyển của họ duyên dáng hơn.
Các cảnh phim được quay chủ yếu tại Portland, Oregon, và các diễn viên phải tự đóng đa số các cảnh nguy hiểm. Phân cảnh đánh nhau giữa các nhân vật do Gigandet và Pattinson thủ vai trong một phòng tập ba-lê được quay trong tuần đầu tiên của quá trình làm phim, trong đó sử dụng một lượng đáng kể dây nhợ vì các ma cà rồng trong truyện có sức mạnh và tốc độ siêu thường. Gigandet đã sử dụng một vài chiêu thức võ thuật phối hợp trong phân cảnh này, và sử dụng gà và mật ong để thay thế cho da thịt. Bella, nhân vật chính của phim, bất tỉnh trong suốt cảnh đánh nhau đó, và do bộ truyện được kể dưới cái nhìn của cô, các cảnh hành động như vậy phải làm cho mờ ảo và khá lạ trong phim. Pattinson đã nói rằng giữ được trọng tâm là rất khó khi phải diễn với các sợi dây "vì bạn còn phải vật lộn với chúng cùng lúc với việc khiến chúng làm theo những gì bạn muốn". Lefèvre thấy mình như mất phương hướng vì việc di chuyển phía trước là hoàn toàn không thể điều khiển được.
Thay vì quay tại chính trường Trung học Forks, những cảnh quay đã diễn ra tại nơi quay phim ở trường Trung học Kalama và Trung học Madison. Những cảnh quay khác cũng được quay tại St. Helens, Oregon, và Hardwicke đã thực hiện một số cảnh quay lại tại Pasadena, California, vào tháng 8. Xưởng phim dự định sẽ làm ít nhất là ba bộ phim dựa trên các cuốn sách của Meyer, và Summit đã mua quyền chuyển thể Trăng non vào tháng 10 năm 2008. Chạng vạng ban đầu được dự kiến ra mắt ở các rạp tại Hoa Kỳ vào ngày 12 tháng 12 năm 2008, nhưng ngày phát hành được dời đến 21 tháng 11 sau khi bộ phim Harry Potter và Hoàng tử lai được thay đổi ngày ra mắt vào tháng 7 năm 2009. Hai đoạn giới thiệu ngắn, cũng như các cảnh quay bổ sung khác, đã được phát hành cho phim. Đoạn trailer cuối cùng được phát hành vào ngày 9 tháng 10. Một đoạn trích dài 15 phút của phim Chạng vạng đã được giới thiệu tại Liên hoan phim Quốc tế Roma tại Ý. Bộ phim được phân loại PG-13 của Hiệp hội Điện ảnh Hoa Kỳ vì "có một số cảnh bạo lực và cảnh mùi mẫn". Nó được xếp hạng 12A tại Anh và Ireland.

### Nhạc phim
Nhạc nền cho phim Chạng vạng do Carter Burwell biên soạn, với phần còn lại của nhạc phim do nhà cố vấn âm nhạc Alexandra Patsavas lựa chọn. Meyer cũng được tham vấn trong phần chọn nhạc, từ đó đã có các bản nhạc của Muse và Linkin Park, những nhóm nhạc mà cô đã nghe khi viết tiểu thuyết. Đĩa các bài hát trong phim được phát hành vào ngày 4 tháng 11 dưới tên hãng Chop Shop Records hợp tác với Atlantic Records. Đĩa này vươn tới số 1 trên bảng Billboard 200 trong tuần xếp hạng vào ngày 22 tháng 11.

## Đón nhận

### Tại rạp chiếu
Chạng vạng thu được khoản lợi nhuận 7 triệu đô la Mỹ chỉ với tiền bán vé trong các buổi chiếu vào nửa đêm ngày 21 tháng 11 năm 2008. Bộ phim đứng thứ ba trong danh sách các phim có vé bán chạy nhất của dịch vụ bán vé trực tuyết Fandango, chỉ đứng sau Star Wars Episode III: Revenge of the Sith và Hiệp sĩ bóng đêm. Nó thu được lợi nhuận là 35,7 triệu đô la Mỹ trong ngày ra mắt, lợi nhuận buổi công chiếu nhiều nhất đối với một bộ phim không phải là phần tiếp theo và không phát hành vào mùa hè. Trong ngày cuối tuần đầu tiên sau khi ra mắt tại Hoa Kỳ và Canada, Chạng vạng thu được 69,6 triệu đô la Mỹ từ 3.419 rạp với trung bình là 20.368 đô la mỗi rạp.
Đến ngày 21 tháng 12 năm 2008, bộ phim thu được 210.356.190 đô la Mỹ trên toàn cầu.

### Từ các nhà phê bình
Dựa trên 180 lời nhận xét do Rotten Tomatoes thu thập vào ngày 21 tháng 12 năm 2008, bộ phim nói chung đã nhận được đánh giá ưng thuận là 49%, với điểm trung bình có trọng số là 5.5/10. Để mô tả sự đồng thuận của các nhà phê bình, trang web đưa ra kết luận: "Dù mất đi rất nhiều tình tiết khi chuyển sang màn ảnh rộng, Chạng vạng sẽ làm hài lòng các người hâm mộ cuồng nhiệt của nó, nhưng sẽ không có hiệu quả đối với những ai chưa từng đọc qua". Bằng cách so sánh, Metacritic, tờ báo đã tóm tắt xếp loại với số điểm trên 100 từ những lời nhận xét từ các nhà bình luận chuyên nghiệp, với số điểm là 57/100 từ 36 lời nhận xét thu thập được, cho rằng các lời nhận xét là "pha trộn hoặc trung tính".
Bộ phim liên tục được các nhà phê bình so sánh với một bộ phim ma cà rồng được công chiếu trước đó, Let the Right One In (đạt tỉ lệ 98% ưng thuận và điểm số 8.3/10). Nhà phê bình Sukhdev Sandhu nhận xét: "Let the Right One In là tất cả những gì Twilight muốn nhưng không bao giờ đạt được: vẻ đẹp hoàn hảo, sự lãng mạn đến đau lòng, những cảm xúc dâng trào và những bất ngờ sợ hãi".

## Tập tiếp theo
Vào ngày 22 tháng 11 năm 2008, Summit Entertainment đã xác nhận sẽ có một tập tiếp theo của Chạng vạng dựa trên cuốn thứ hai trong bộ truyện, Trăng non. Vào ngày 7 tháng 12 năm 2008, hãng đã công bố Hardwicke sẽ không tiếp tục đạo diễn trong phần tiếp theo. Chris Weitz đã được xác nhận là đạo diễn vào ngày 13 tháng 12 năm 2008. Rosenberg đã bắt đầu tiến hành việc chuyển thể cuốn tiểu thuyết từ trước khi cho ra mắt Chạng vạng.

## Các giải thưởng và đề cử

### 1. Teen Choice Awards 2009
- Phim tâm lý hay nhất
- Phim lãng mạn hay nhất
- Nam diễn viên trong phim tâm lý - Robert Pattinson
- Nữ diễn viên trong phim tâm lý xuất sắc nhất - Kristen Stewart
- Nhân vật phản diện - Cam Gigandet
- Gương mặt nữ mới - Ashley Greene
- Gương mặt nam mới - Taylor Lautner
- Nụ hôn tuyệt nhất - Kristen Stewart & Robert Pattinson
- Cảnh chiến đấu hay nhất - Edward Cullen vs James

### 2. MTV Movie Awards 2009
- Phim hay nhất
- Nữ diễn viên xuất sắc - Kristen Stewart
- Nam diễn viên mới xuất sắc - Robert Pattinson
- Cảnh hôn xuất sắc - Robert Pattinson & Kristen Stewart

### 3.People's Choice Awards 2009
- Phim được yêu thích nhất
- Bộ phim sống động nhất
- Nam diễn viên đột phá được yêu thích nhất - Taylor Lautner
- Sự kết hợp hoàn hảo nhất - Kristen Stewart, Taylor Lautner và Robert Pattinson

## Tại Việt Nam
Phim sẽ được trình chiếu vào 15 giờ ngày 06 tháng 4 năm 2014 trên kênh HTV3  với phiên bản lồng tiếng Việt.